# البنك العربي (المغرب)
البنك العربي للمغرب هو بنك تجاري مغربي تابعة للبنك العربي.